# Южное кладбище (Новосибирск)
Южное (Чербузинское) кладбище Новосибирска находится в Академгородке.

## История
Основное кладбище Новосибирского Академгородка. Возникло как кладбище деревни Чербузы (в переводе с чувашского «чербус» значит «белая берёза»), известной с 1925 года. После создания в 1957 году Новосибирского Академгородка, в ходе строительства школ и жилых домов микрорайона «Щ» многие старые могилы были снесены.
Южное кладбище планировалось расширять, но в 2013 году рядом с ним началась стройка. По предварительным подсчётам, на кладбище остаётся около 1000 мест для будущих захоронений, в привилегированном секторе 50—60
В июле 2018 года стало известно, что кладбище будет расширено на юго-запад, в сторону близлежащего гаражного комплекса. Готовятся документы для присоединения участка земли, ранее принадлежавшего СО РАН.

## Известные захоронения
См. категорию Похороненные на Южном кладбище (Новосибирск)
На Южном кладбище похоронены учёные — создатель Сибирского отделения АН СССР (ныне — РАН) академик М. А. Лаврентьев, академики В. А. Коптюг, А. С. Алексеев, Л. М. Барков, Д. К. Беляев, Г. К. Боресков, Г. И. Будкер, О. Ф. Васильев, Э. П. Волчков, С. В. Гольдин, Н. Л. Добрецов, А. П. Ершов, К. И. Замараев, Э. П. Кругляков, Ю. А. Кузнецов, Ф. А. Кузнецов, С. С. Кутателадзе, М. М. Лаврентьев, А. И. Мальцев, Б. Г. Михайленко, В. Н. Монахов, А. В. Николаев, Л. В. Овсянников, А. П. Окладников, Н. Н. Покровский, Н. Н. Пузырёв, А. В. Ржанов, Г. А. Толстиков, А. А. Трофимук, В. П. Чеботаев, Б. В. Чириков, Н. Н. Яненко, лауреат Ленинской премии, кардиохирург Е. Н. Мешалкин, члены-корреспонденты АН СССР и РАН К. В. Боголепов, С. Т. Васьков, Т. Ф. Горбачёв, Л. М. Горюшкин, М. И. Каргаполов, В. П. Мамаев, Е. К. Ромодановская, К. К. Свиташев, В. А. Сидоров, В. М. Тешуков, В. Г. Хорошевский, Ф. Н. Шахов, ректор Новосибирского университета В. Н. Врагов и др.
На кладбище похоронены также многие известные жители Новосибирского Академгородка — Герои Социалистического Труда начальник управления строительства «Сибакадемстрой» Н. М. Иванов и строитель Ф. В. Бирюляев, Герои России Ю. С. Климов и В. Н. Потылицын, погибший в Чечне при выполнении боевого задания подполковник милиции С. И. Лазарев, генерал-лейтенант Б. Н. Волков, контр-адмирал Г. С. Мигиренко, поэты Валерий Малышев и Александр Плитченко, известная пианистка В. А. Лотар-Шевченко, музыкант и поэт Сергей Фалетёнок.
Имеется воинский участок.

## Галерея
- могила
 М. М. Лаврентьева
- могила А. И. Мальцева
- могила Ю. Б. Румера
- могила
 Е. Н. Мешалкина
- могила В. Н. Монахова
- могила В. М. Тешукова
- могила Г. И. Будкера
- Могила В. А. Коптюга
- могила Г. К. Борескова
- могила Н. Н. Яненко
- могила
 А. П. Окладникова
- могила М. Ф. Жукова
- могила
 А. А. Трофимука
- могила Героя России Ю. С. Климова

Выражение «отправиться в Чербусы» стало афоризмом.